# Pehmer See
Der Pehmer See ist ein circa 4 Hektar großer See im südlichen Teil der Gemeinde Nehmten im Kreis Plön, Schleswig-Holstein.

## Lage
Der See liegt etwa 400 Meter südlich des Großen Plöner Sees und südöstlich des Bredenbeker Moores auf einer Höhe von 22 m ü. NN. Er besitzt als Himmelsteich keinen oberflächigen Zu- oder Abfluss und bezieht sein Wasser ausschließlich aus Niederschlägen und Grundwassereinsickerungen. Das Gebiet gehört zum Naturpark Holsteinische Schweiz.

## Geschichte
Erstmals schriftlich erwähnt werden Dorf und Hof Pehmen im Jahre 1351. Aus 1777 ist überliefert, dass der See zusammen mit anderen Gütern für 65 (?)  verpachtet wurde.

## Heute
Der See wird zur Naherholung und fischwirtschaftlichen Zwecken genutzt. Der Besatz umfasst Barsche, Hecht, Zander, Rotauge und Aale Das Gelände ist als Vogelschutzgebiet ausgewiesen, ein Bestandteil des Natura 2000 FFH-Gebietes 1828-392 und seit 1999 Landschaftsschutzgebiet.